# 陈星弼
陈星弼（1931年1月28日—2019年12月4日），出生于上海，祖籍浙江浦江，中国微电子学家，中国科学院院士，主要从事新型功率器件及其集成电路等领域的研究。他是国民党要人陈德征之子。

## 生平
陈星弼于1952年毕业于同济大学电机系。此后曾任职于厦门大学、南京工学院、中国科学院应用物理研究所。1956年起任教于成都电讯工程学院（现为电子科技大学）。1980年前往美国，先后在俄亥俄州立大学、伯克利加州大学担任访问学者。1983年回国后出任电子科技大学微电子科学与工程系系主任。后又建立微电子研究所并任所长。1999年当选中国科学院院士。2001年加入九三学社。

## 延伸阅读
- 电子科技大学党委宣传部 (编).  第1版. 电子科技大学出版社.